# Технологическая платформа Яндекс KIT
Технологическая платформа Яндекс KIT — это комплексная SaaS-платформа от компании "Яндекс", предназначенная для быстрого запуска интернет-магазинов с уже готовой инфраструктурой продаж. Решение помогает бесплатно создать сайт интернет-магазина на основе готовых конверсионных UX-шаблонов и интегрировать сервисы и решения, необходимые для функционирования независимого ecommerce. Например, такие решения как доставки, кассы bnpl, логистика и склад, CRM и другие. Товарный знак был зарегистрирован в мае 2025 года, а запуск платформы запланирован на август-сентябрь 2025 года.  Пока решение находится на этапе закрытого тестирования.
В российской прессе продукт сравнили в канадским сервисом "Shopify"  , поскольку решение направлено на помощь продавцам в создании независимого интернет-магазина. Актуальность связана с тем, что сейчас выход на маркетплейсы значительно проще, чем создание своего сайта онлайн-магазина. Тем не менее, эксперты говорят о возвращении тренда на DTC-каналы   , так как такая экономическая модель позволяет строить долгосрочные и доверительные отношения с аудиторией и развивать бренд.